# Borgers
Borgers er en tysk producent af isolerings-, dæmpnings- og dekorationsbeklædning til bilindustri og hvidevarer. Johann Borgers grundlagde virksomheden i 1866, som producerede polstring. De har i dag 26 fabrikker. De har hovedkvarter i Bocholt, Nordrhein-Westfalen.